# ブライアン・ケンドリック
ブライアン・ケンドリック（Brian Kendrick、1979年5月29日 - ）は、アメリカ合衆国のプロレスラー。バージニア州フェアファックス出身。

## 来歴

### キャリア初期
ショーン・マイケルズが主宰したTWA（Texas Wrestling Academy）、NWA加盟団体であるSWS（Southwest Wrestling School）を掛け持ちしてトレーニングを積み、1999年にスパンキー（Spanky）のリングネームでプロレスラーデビューを果たす。
テキサス州を拠点とするインディー団体を中心に転戦し、2000年12月11日にはWWFの前座番組であるJakked、12日にHEATに出場。2日間共にアメリカン・ドラゴンと対戦。この試合が評価され2001年2月よりWWFとディベロップメント契約を交わし入団。傘下団体であるMCW（Memphis Championship Wrestling）、UPW（Ultimate Pro Wrestling）、HWA（Heartland Wrestling Association）など3団体で活動。WWFの支配下でありながらインディー団体での活動も許可され、APW（All Pro Wrestling）やROHに参戦。
2002年6月、当時WWEと提携していた日本の団体であるZERO-ONEに参戦し、初来日を果たす。自身が似ていた映画俳優のレオナルド・ディカプリオから肖ってレオナルド・スパンキー（Leonardo Spanky）のリングネームで出場。同月29日にNWAインターナショナル・ジュニアヘビー級王座を保持するスメリーに挑戦して勝利し、ベルトを奪取した。以降、ZERO-ONEには8月までスポット参戦を繰り返した。

### WWE

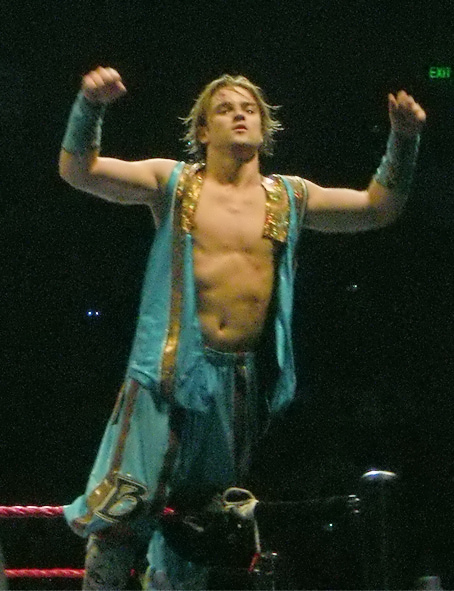
スパンキー時代

2002年11月よりWWEに昇格。SmackDown!所属となりハウスショー、前座番組であるVelocityを中心にフナキやシャノン・ムーアとタッグを組んで出場。2003年1月にはダイアモンドバック（Diamondback）、タイタン（ The Titan）、ジェット（The Jet）など御当地スポーツチームの名称を冠したマスクマンで登場。1月30日、SmackDown!にてリング上でビッグ・ショーとの試合を要求するジ・アンダーテイカーに対しポール・ヘイマンが挑発する為に電報マンとして自転車に乗って登場。リングに上がり試合ができないと歌うとアンダーテイカーによりラストライドを喰らわされた。2月6日には陰で動き回っているところを悪魔の代弁者であるショーン・オヘアに見つかり唆され、会場を全裸で走るパフォーマンスをやってのけた。その際、当時SmackDown!のGMであったステファニー・マクマホンの前にも全裸で現れ、なぜか感心させている。
2月27日、SmackDown!にてカート・アングルとの対戦で5分耐えればSmackDown!との契約を獲得できる条件の試合に手を上げ、アングルの圧倒的なレスリングに空中戦で応戦するが試合終了2秒前に敗戦してしまった。契約を勝ち取れなかったことに対して密かにマスクマンとして出場するもいずれも正体を見破られていたが、3月20日より本名名義であるブライアン・ケンドリック（Brian Kendrick）として正式にデビューを飾り、シャノン・ムーアと対戦して勝利した。
5月1日、リング上でマイクパフォーマンスをするジョン・シナにヒップホップギミックのスパンキーとして登場。バトルラップを見せてシナを挑発し、観客から盛大な声援を送られるが最後にはラリアットを喰らい、F-Uを決められた。以降、シナとの抗争へと展開するが消化不良に終わり、中堅のポジションへと降格。9月よりポール・ロンドンとタッグを組んで活動するが2004年1月にWWEから退団した。

### インディー団体
WWE退団後、2004年2月よりスティーブ・コリノが旗揚げしたZERO-ONE参戦経験のあるレスラー達が集結したWORLD-1所属となる。同月にZERO-ONEに参戦し、ロウ・キーと組んでNWAインターナショナルライトタッグ王座を保持するディック東郷 & 日高郁人に挑戦して勝利し、ベルトを奪取した。4月には天下一Jr. 2004に出場するが勝ち点4で予選敗退という結果に終わる。
5月8日、ハッスルに参戦し、カズ・ハヤシと組んでロウ・キー & TAKAみちのくと対戦して勝利。この試合をきっかけにカズ・ハヤシとタッグを組んでZERO-ONEでも出場し、9月19日にはNWAインターナショナルライトタッグ王座を保持する高岩竜一 & 石井智宏と対戦して勝利し、2度目の戴冠となった。
11月2日、TNAに参戦。iMPACT!にてカザリアン、マット・サイダル、アメージング・レッドと4コーナーズマッチを行い勝利。同月7日のPPV、Victory Road 2004の12人X-Divisionガントレットマッチに出場するが優勝するに至らなかった。TNA出場後は再びZERO1-MAXとハッスルに参戦。
2005年5月、NOAHのディファカップにカズ・ハヤシと組んで出場するが準決勝で敗退。6月には全日本プロレスのアジアタッグ王座争奪トーナメントにカズ・ハヤシと出場するもこちらも準決勝で敗退した。

### WWE
2005年7月、WWEと再契約を交わして入団。ブライアン・ケンドリックで復帰し、9月よりクルーザー級及び以前の相棒であったポール・ロンドンと再びタッグを結成して活動。2006年3月よりWWEタッグ王者チームであるMNM（ジョニー・ナイトロ & ジョーイ・マーキュリー）とベルトを巡って抗争を展開し、5月21日のPPVであるJudgment Day 2006にて王座戦を行った際に勝利し、ベルトを奪取した。王者となってからはデュース・アンド・ドミノ（ドミノ & デュース）、ウィリアム・リーガル & デーブ・テイラーと三つ巴戦に発展。2007年4月17日にデュース・アンド・ドミノからベルトを奪取するまで約1年間長期防衛した。
2007年6月よりロンドンと共にドラフトでRAWに移籍。ケイド & マードック（ランス・ケイド & トレバー・マードック）、ワールド・グレイテスト・タッグチーム（シェルトン・ベンジャミン & チャーリー・ハース）とWWE世界タッグ王座を巡って抗争。9月5日のハウスショーであるSummerSlam Tour 2007にてケイド & マードックからベルトを奪取したものの、わずか3日間で奪い返されてしまった。

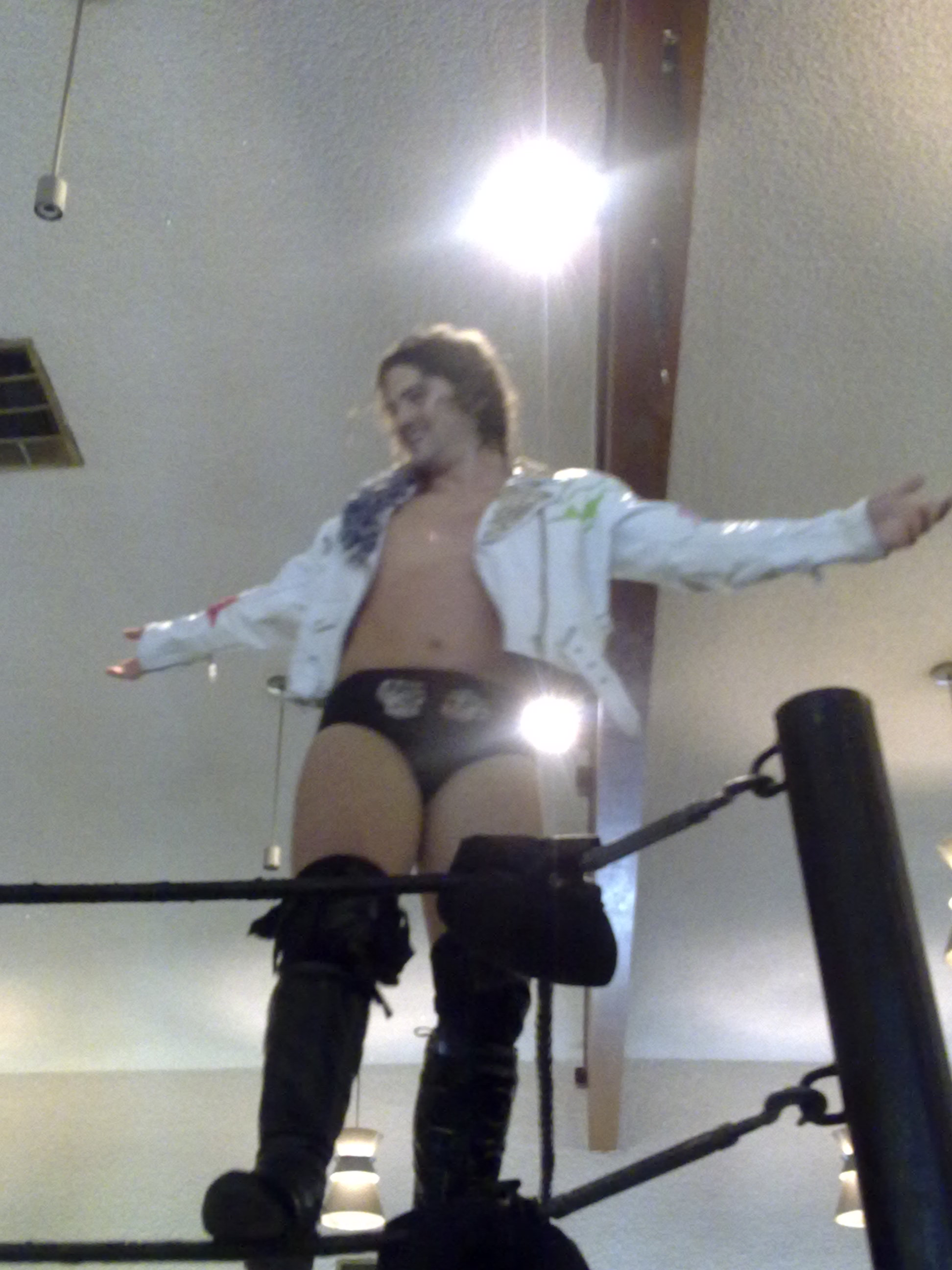
2009年

2008年6月、ロンドンがドラフトにてSmackDown!に移籍したためタッグチームは自然消滅。7月よりリングネームを定冠詞である"The"を付属したジ・ブライアン・ケンドリック（The Brian Kendrick）へと変更。白や赤などの派手なライダースジャケットに身を包み、エゼキエル・ジャクソンをボディーガードに従えヒールに転向した。ヒールターン後、自身をSmackDown!の未来と豪語するが対戦相手に一撃を決めたあとで挑発的なダンスを踊ったり、危険時を感じるとエゼキエルの後ろに隠れこんで相手を挑発するなど、軟弱系エゴイストヒールとして活動。9月7日のPPV、Unforgiven 2008ではWWE王座争奪スクランブルマッチに出場し、SmackDown!ではWWEタッグ王座を保持するカリート & プリモに挑戦したがいずれもタイトル獲得には至らなかった。
2009年4月、ドラフトによりRAWへと移籍。相棒のエゼキエルはECWに移籍した為にタッグチームは自然消滅となる。RAW移籍後は再びカリート & プリモに執着し、タッグパートナーを変更しながらWWE統一タッグ王座奪取を狙うが手に入れる事ができず、7月27日にコフィ・キングストンと対戦したのを最後にWWEから解雇となった。

### TNA

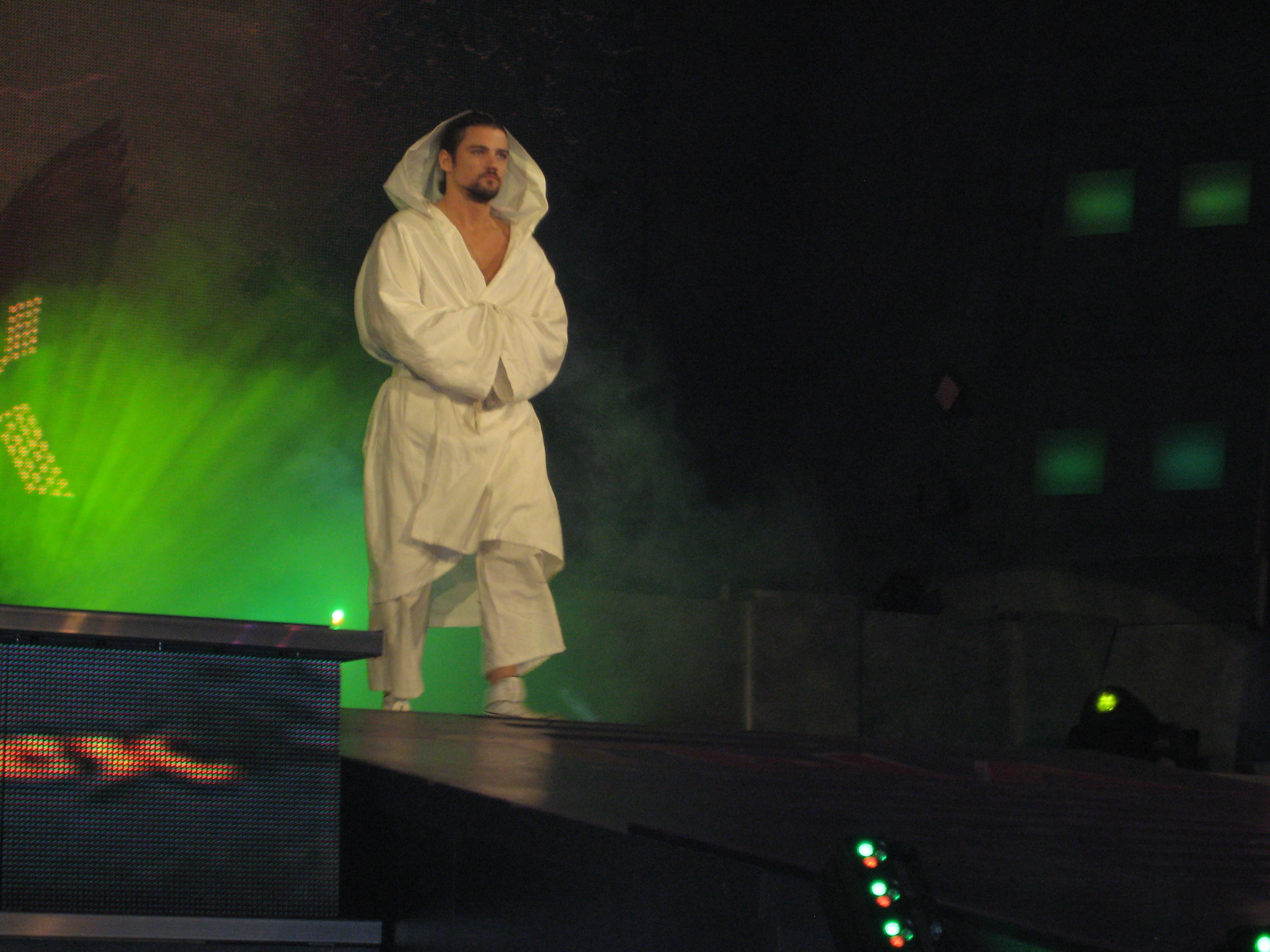
2010年9月

WWE解雇後、PWGとDRAGON GATE USAに転戦。2010年1月17日、TNAのPPVであるGenesis 2010に出場。TNA X-Division王座を保持するアメージング・レッドに挑戦するが敗戦。以降、TNAに参戦するが4月7日に正式に契約を結んで所属レスラーとなる。9月より入場で着用するフードコート、コスチューム、リングブーツなど全て白に統一した賢人ギミックへと変更。そしてECWオリジナルメンバーが結成したEV 2.0（Extreme, Version 2.0）に加入し、リック・フレアー率いるフォーチュンと抗争を展開した。
2011年、EV 2.0消滅後はシングルプレイヤーとしてTNA X-Division王座戦線で活動。6月、新日本プロレスに参戦。CHAOSのメンバーとして21日のJ SPORTS CROWN〜無差別級6人タッグトーナメント〜に外道 & 邪道と組んで出場。1回戦で棚橋弘至 & マスカラ・ドラダ & KUSHIDAと対戦するが敗戦し、予選敗退した。TNAでは7月10日のPPVであるDestination X 2011にてTNA X-Division王座を保持するアビスに勝利してベルトを奪取した。王座戴冠後、オースチン・エリーズやキッド・キャッシュとベルトを巡り抗争。10月16日、TNA年間最大のPPVであるBound For Glory 2011にてTNA X-Division王座を保持するオースチン・エリーズに挑戦するも敗戦。以降、出場機会を失い2012年2月27日にTNAから解雇となった。

### インディー団体
TNA解雇後、3月よりFWE（Family Wrestling Entertainment）やAIW（Absolute Intense Wrestling）に参戦。5月より新日本プロレスにて開催されたBEST OF THE SUPER Jr. XIXにデイビー・リチャーズが負傷欠場した為に代替選手として出場。Bブロックにエントリーして勝ち点10と健闘。決勝トーナメントに出場する際に田口隆祐と同点2位だった為に直接対決を行うが敗戦し、予選敗退となった。10月6日、トミー・ドリーマーが旗揚げしたHOH（House of Hardcore）に参戦。ロンドンとWWE以来となるタッグを再結成し、ヤング・バックスに勝利した。同月21日には新日本プロレスにてロウ・キーとタッグを組んでSUPER Jr. TAG TOURNAMENT 2012に出場するが1回戦でApollo 55（プリンス・デヴィット & 田口隆祐）と対戦して敗戦した。
2013年5月、新日本プロレスのBEST OF THE SUPER Jr. XXIに出場。Bブロックで勝ち点8まで稼ぐが予選脱落となった。10月26日のSUPER Jr. TAG TOURNAMENT 2013ではバレッタと組んで出場するも1回戦でヤング・バックスと対戦して敗戦した。
2014年には活動の拠点をヨーロッパへと移し、ロンドンとフーリガンズ（ The Hooligans）なるタッグチームを結成して活動。

### WWE
2015年2月13日、WWE傘下のNXTにジ・ブライアン・ケンドリックとして参戦。フィン・ベイラーと対戦するが敗戦した。同月よりロースターとして活動。しかし、ベイラーとの対戦後は登場機会がないままWWE公式サイトのロースターページから消え、エヴァ・マリーのトレーナーとして活動。
2016年7月、WWEが主催するCWCに出場。1回戦ではラウル・メンドーサに勝利。2回戦はトニー・ニースに勝利した。3回戦は飯伏幸太と対戦したが、敗退した。10月30日、Hell in a Cell 2016にてWWEクルーザー級王座を保持するTJパーキンスに挑戦。終盤にヒールホールドを極められた際にダメージを蓄積。ジ・ケンドリックを決めようとするも足を痛める素振りを見せてパーキンスの戦意を喪失させて近づいてきたところにプランメイカーを見舞うとキャプテン・フックを決めてギブアップを奪い勝利。ベルトを奪取した。

## 得意技
スライスブレッドNo.2
代表的なフィニッシャー。不知火。
TNA、及びインディー団体ではジ・ケンドリックの名称で使用していたが、現在はWWEでも使用。雪崩式も存在する。
 キャプテン・フック
相手がうつ伏せ状態、又はよつん這いの状態で背後ではなく、真横から相手の首を右腕に抱え込み、後ろに体重を掛けて両腕で相手の首を締め上げるサイド・ヘッドロック・チョーク。
WWE CWC 2016から使い始めたフィニッシャー。
WWE CWC 2016ではブリー・チョークの名称で使用。
ワーリング・トワリサー
コークスクリュー・プランチャ
リフトターン・アット・アルバカーキ
フロッグ・スプラッシュ
エレクトリック・メイヘム
フェイス・バスター・ニー・スマッシュ
ロープに振られて帰って来た時に、ショルダースルーをしようと待ち構えている前屈状態の相手の顔面に膝を密着させ、小さくジャンプし膝に顔面を叩きつけて相手にダメージを与える。
トルネードDDT
スパンキー・クラッチ
キャメルクラッチ
プランメイカー
ヘッドバット
ドクター・スムージー・シークレット・レシピ
バックフリップキック

## 入場曲
- Hey You
- Man with a Plan (Chris Goulstone featuring Nick Walker) - 現在使用中
- Sweet Talk
- Shine (Dirty Heads)
- Make Em' Say
- Danger! High Voltage
- Quality Control

## タイトル歴
NWA

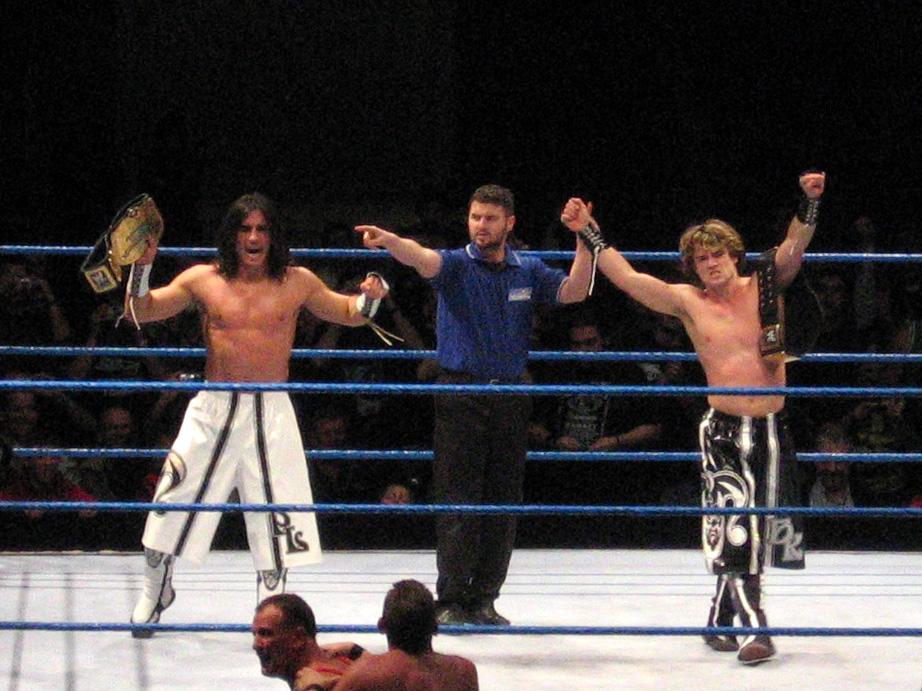
ポール・ロンドン（左）とのWWEタッグ王者時代

- NWAインターナショナル・ジュニアヘビー級王座 : 1回
- NWA US王座 : 1回

MCW
- MCW南部タッグ王座 : 1回

w / アメリカン・ドラゴン
- MCW南部ライトヘビー級王座 : 3回

TWA
- TWAタッグ王座 : 1回

w / アメリカン・ドラゴン
- TWA TV王座 : 1回

WWE
- WWE世界タッグ王座 : 1回

w / ポール・ロンドン
- WWEタッグ王座 : 1回

w / ポール・ロンドン
- WWEクルーザー級王座 : 1回

TNA
- TNA X-Division王座 : 1回

プロレスリングZERO-ONE
- NWA UPW ZERO-ONE認定インターナショナルジュニアヘビー級王座 : 1回
- NWAインターナショナルライトタッグ王座 : 2回

w / カズ・ハヤシ
w / ロウ・キー
DDTプロレスリング
- アイアンマンヘビーメタル級王座 : 1回（第1105代）

## その他
- 2008年8月に元女子プロレスラーでアルシオンへの来日経験もあるテイラー・マティーニと結婚している。